# 슈퍼 마징가 3
"슈퍼 마징가 3"(슈-퍼 마징가 쓰리)는 한국에서 제작된 박승철 감독의 1982년 애니메이션, 가족, SF 영화이다.

## 스태프
- 대광기획작품
- 제작: 최덕수
- 기획: 하건호
- 총지휘: 안봉식
- 씨나리오: 박승철
- 원화: 오규열
- 동화: 이종성, 주찬희
- 선화: 박부전
- 채화: 송옥자, 권재숙
- 배경: 국헌주
- 촬영: 홍준표
- 현상: 동양현상소
- 편집: 현동춘
- 음악: 정민섭
- 노래: 정여진, 별셋(언급되지 않음)
- 녹음: 청맥녹음실
- 음향효과: 윤덕영
- 조감독: 김경관
- 감독: 박승철

## 같이 보기
- 마징가 Z